# 石田宝蔵
石田 宝蔵（いしだ ほうぞう、1950年（昭和25年）2月20日 - ）は、日本の政治家。前柳川市長。

## 概要
福岡県柳川市（旧大和町）出身。福岡県立三池工業高等学校卒業後、1969年に柳川消防署入署、1971年大和町役場入庁。1994年8月大和町町長選に立候補、当選。以後、2005年3月まで3期10年間、町長を務める。
柳川市、三橋町、大和町の合併により新柳川市が生まれたことに伴い、無所属で新市長選挙に立候補。前柳川市長であった河野弘史を抑え当選した。4月24日に市長職に就任した。
人口の多い旧柳川市長の河野候補が圧倒的有利と見られていたが、マニフェストを掲げ、これまでの政策の転換を打ち出したことが奏功し、「改革派」としてのイメージが有権者に受け入れられたため、下馬評を覆しての当選となった。
しかし、後述のとおり、大和町長時の全日本同和会大和支部への補助金支出が別名目であったこと、柳川市長となってのちのピアス株式会社の工場跡地購入金額が不当に高いとの指摘を受け、同取引に関する購入費用全額の返還請求訴訟を受けていること（係争中）、漁業団地用地購入の目的の適正性への疑義、など様々な疑念を受けている。
これらの疑念は、2007年6月市議会以降、継続的に市議会での議案となっており、市政の混乱と市長・市議会間の深刻な対立を生んでいる。

## マニフェスト
2005年選挙では以下のマニフェスト（公約）を掲げた。しかし、数々の疑惑の露見によって、マニフェストの内容とは対照的に市政への信頼が揺らぐ事態となっている。

### 3つの指針
- 正義と政策で、しがらみ払っしょく、市政に信頼
- 生活者主権のふるさと、柳川づくり
- 水・海・農・憩いが一体のふるさと、柳川づくり

## 全日本同和会大和支部への補助金支出問題[2]
柳川市議会6月定例会の一般質問において、全日本同和会大和支部への補助金支出問題に関する質疑が行われた。
同質疑を行った議員に対して情報部分公開決定通知書の交付が行われた後、9月定例会の一般質問において、1997年度から2002年度まで毎年450万円が「職員退職手当組合負担金（職員分）」から支出されている事実が指摘された。さらに同行為が違法ではないかとの質疑が行われた。これに対して石田市長は、「見るのも初めてのことである。」「（不正支出について）承知も認識もしていなかった。」と回答した。石田市長の回答に一部議員が不満を高め議会が紛糾したため、9月28日、真相究明のための「全日本同和会大和支部補助金調査特別委員会」を設置することが議決された。
また、質疑を行った議員が別途、10月4日、別名目からの補助金支出は地方自治法に違反するとして、当時町長だった石田市長に対して2700円（後に960万円追加）の返還を求める住民監査請求を起こした。
この住民返還請求に対しては、柳川市監査委員は「全日本同和会補助金に対する支出負担行為は、予算措置等において一部適正を欠く事項が見受けられ、極めて不適当であると言わざるをえないが、違法であるとまでは言えない。」として請求を棄却した。
同時に監査委員は、石田市長に対して「補助金は公益上必要な場合と限定しているので、議会での審議が必要である。歳入歳出予算事項別明細書に明示しないで議決を得た予算から補助金交付を決定することは、首長の裁量権の範囲を逸脱しかねない越権行為の疑義（可能性）を払拭できないもので、今後はこのような事務処理は厳に慎むべきである。」などの要望書を提出した。
12月定例会において、「全日本同和会大和支部補助金調査特別委員会（森田房儀委員長）」の報告が行われた。同報告は、「市長は職務怠慢の責任は免れない」と「市長自ら身の処し方を判断すべきだ」との内容であり、市議会は討論後に同報告を賛成多数で承認した。
これに対して石田市長は記者会見で「市報で住民に説明したい」と述べ、辞任を否定した。同報告では、石田市長が大和町長であった1994-2003年度における不当支出が4560万円に及ぶこと、さらに議会での答弁が虚偽であるとの疑いが強まったこと、さらに議会における説明を行わなかったことから、市議会からは市長の辞任を求める声が強まった。

### 全日本同和会大和支部補助金調査特別委員会の報告内容（概要）[6]

#### 補助金支出の期間と金額（執行部提出資料）
- 昭和53年度から平成18年度まで（29年間）

総支出金額　1億2851万7860円
- 不当支出の疑い.昭和53年度から平成15年度までの金額（26年間）

支出金額 1億1701万7860円
（昭和53年度から平成15年度までの予算書の提出が無く、支出伝票のみの提出であり、詳細な調査ができなかったため「不当支出の疑い」と表記した）
- 石田宝蔵町長時代.平成6年度から15年度までの不当支出（10年間）

支出金額　4560万円